# Karl Eriksen
Karl Eriksen Galen, Carl den röde, död 16 maj 1334 var ärkebiskop i Lunds stift från 1325 till sin död. Karl tillhörde släkten Galen, en mäktig adelsätt i Skåne. Hans far hette Erik Jensen och hans mor Inger. Han var domprost och senare kanik i Lund och därefter Roskilde.
Vid Esger Juuls död 1325 valdes Karl Eriksen, som den främste i domkapitlet, till ärkebiskop. I oktober 1325 vigdes han till ärkebiskop av påven Johannes XXII i Avignon. Han deltog följande år i förhandlingarna när kung Kristofer II avsattes och ersattes av Valdemar av Slesvig. När Valdemar tre år senare tvingades återlämna kungamakten till Kristofer blev Skåne pantsatt till hans halvbror greve Johan III av Holstein. Skåne behandlades så pass illa att ärkebiskop Karl med en delegation av skånska stormän inledde förhandlingar med den svenske kungen Magnus Eriksson. I juni 1332 hyllades Magnus Eriksson som kung för Skåne. Vid en förlikning i november 1332, efter Kristofer II död, köpte Magnus Eriksson den skånska panten från Johan.
Karl Eriksen dog 1334 och begravdes i Lunds domkyrka.